# Espiridón (patriarca serbio)
Espiridón (en cirílico serbio: Спиридон; fl. 1379 - 11 de agosto de 1389) fue el patriarca serbio de Peć de 1380 a 1389. Ocupó el cargo durante el reinado del príncipe Lazar, quien fue reconocido por el Iglesia serbia como el gobernante legítimo de las tierras serbias (en el período de la caída del Imperio serbio), y con quien cooperó estrechamente.
Espiridón fue elegido para suceder al patriarca Efrén, quien abdicó, en 1379, y fue entronizado después del 3 de mayo de 1380. El historiador M. Petrović cree que Efrén abdicó debido a oponerse a la política de suprimir la jurisdicción del Patriarcado de Constantinopla, que fue perseguido por el príncipe Lazar y Espiridón. La Iglesia serbia reconoció a Lazar como el gobernante legítimo de las tierras serbias, el autócrata (heredado por la dinastía Nemanjić), desde 1375. La vida de Espiridón antes de convertirse en patriarca es desconocida. Se cree que nació en Niš, tal como está escrito en la antigua lista de patriarcas serbios (Патріархъ Спиридонъ родомъ отъ Нишъ), aceptado en la literatura serbia primitiva, sin embargo, no hay confirmación. M. Purković asumió que Espiridón era un obispo de Cesarópolis, luego metropolitano de Mélnik. Dos actos del monasterio de Vatopedi que datan de octubre de 1377 mencionan un «metropolitano Espiridón». Espiridón podría haber sido el mismo que el Espiridón ascético del monasterio de Visoki Dečani; Efrén eligió a Espiridón como su sucesor, su amigo cercano, compañero clérigo y aventurero, un hesicasta como él mismo, y también un hombre de la corte: respetable, educado e informado sobre los secretos y las habilidades estatales y la política de la iglesia, más que el propio Efrén. El historiador M. Spremić creía que Efrén había sido entronizado como un compromiso entre la Iglesia serbia y el Patriarcado de Constantinopla, y que los seguidores del príncipe Lazar lo obligaron a abdicar.
Espiridón era un asociado cercano de Lazar, y su trabajo coincidió: la renovación del ideal de Nemanjić de sinfonía del estado y la iglesia. El patriarca era la persona más importante junto con el gobernante, a quien apoyaba de manera versátil. Espiridón confirmó los privilegios de Lazar de 1378 a Gornjak (Ždrelo), la donación de Lazar y los privilegios de Lazar de 1387 a Obrad Dragosalić. El 2 de marzo de 1382, en Žiča, la carta fundacional del monasterio de Drenče fue escrita ante Espiridón. Espiridón murió el 11 de agosto de 1389 (según lo registrado en el typikon de Danilo de 1416), poco después de la batalla de Kosovo en la que cayó Lazar. Después de la muerte de Lazar, Espiridón se mantuvo en alianza con su viuda, Milica. Después de la batalla y la muerte de Espiridón, los otomanos amenazaron la seguridad del estado y la Iglesia serbia; el círculo político de Milica trabajó para establecer la paz con los otomanos, un acuerdo que finalmente fue alcanzado con grandes concesiones, en el verano de 1390. Espiridón fue sucedido por Efrén, quien regresó y sirvió poco tiempo hasta que fue reemplazado por Daniel III.
En la película épica serbia Batalla de Kosovo (1989), el actor Miodrag Radovanović interpretó a Espiridón.